# Giải vô địch bóng đá nữ châu Á 1995
Giải vô địch bóng đá nữ châu Á 1995 diễn ra tại Malaysia từ 23 tháng 9 đến 2 tháng 10 năm 1995. Đội tuyển vô địch là Trung Quốc sau khi đánh bại Nhật Bản trong trận chung kết.

## Vòng bảng

### Bảng A
| Đội         | Tr | T | H | B | BT | BB | HS  | Đ |
| ----------- | -- | - | - | - | -- | -- | --- | - |
| Trung Quốc  | 3  | 3 | 0 | 0 | 40 | 0  | +40 | 9 |
| Hồng Kông   | 3  | 1 | 1 | 1 | 2  | 12 | −10 | 4 |
| Kazakhstan  | 3  | 0 | 2 | 1 | 0  | 7  | −7  | 2 |
| Philippines | 3  | 0 | 1 | 2 | 0  | 23 | −23 | 1 |

| Trung Quốc | 21–0 | Philippines |
| ---------- | ---- | ----------- |
|            |      |             |

| Hồng Kông | 0–0 | Kazakhstan |
| --------- | --- | ---------- |
|           |     |            |

| Kazakhstan | 0–0 | Philippines |
| ---------- | --- | ----------- |
|            |     |             |

| Trung Quốc | 12–0 | Hồng Kông |
| --- | ---- | --------- |
| Thi Quế Hồng 2', 7' · Vi Hải Anh 11', 48', 71' · Triệu Lợi Hồng 14' · Tôn Khánh Mai 32', 39', 46' · Ôn Lợi Dung 36' · Lưu Ái Linh 85' · Phàn Dung Linh 88' |      |           |

| Trung Quốc                                                                                               | 7–0 | Kazakhstan |
| --- | --- | ---------- |
| Vi Hải Anh 8' · Thi Quế Hồng 34', 73' (ph.đ.), 88' · Ôn Lợi Dung 57' · Lý Á Đình 84' · Vương Lệ Bình 89' |     |            |

| Hồng Kông | 2–0 | Philippines |
| --------- | --- | ----------- |
|           |     |             |

### Bảng B
| Đội               | Tr | T | H | B | BT | BB | HS  | Đ |
| ----------------- | -- | - | - | - | -- | -- | --- | - |
| Đài Bắc Trung Hoa | 2  | 2 | 0 | 0 | 11 | 0  | +11 | 6 |
| Thái Lan          | 2  | 1 | 0 | 1 | 3  | 4  | −1  | 3 |
| Malaysia          | 2  | 0 | 0 | 2 | 1  | 11 | −10 | 0 |

| Đài Bắc Trung Hoa                                | 3–0 | Thái Lan |
| ------------------------------------------------ | --- | -------- |
| Lin Chi-I 1' · Hoàng Ngọc Quyên 57' (ph.đ.), 88' |     |          |

| Đài Bắc Trung Hoa                                                            | 8–0 | Malaysia |
| ---------------------------------------------------------------------------- | --- | -------- |
| Hung Mei-Hsui 1', 15' · Lam Lam Phần 25' · Hoàng Ngọc Quyên · Trần Thục Tinh |     |          |

| Thái Lan                                          | 3–1 | Malaysia   |
| ------------------------------------------------- | --- | ---------- |
| Unjai 35' · Rungseeboot 55' · Anuntadachochai 69' |     | Tindil 25' |

### Bảng C
| Đội        | Tr | T | H | B | BT | BB | HS  | Đ |
| ---------- | -- | - | - | - | -- | -- | --- | - |
| Nhật Bản   | 3  | 3 | 0 | 0 | 24 | 0  | +24 | 9 |
| Hàn Quốc   | 3  | 2 | 0 | 1 | 11 | 1  | +10 | 6 |
| Uzbekistan | 3  | 1 | 0 | 2 | 1  | 23 | −22 | 3 |
| Ấn Độ      | 3  | 0 | 0 | 3 | 0  | 12 | −12 | 0 |

| Nhật Bản | 1–0 | Hàn Quốc |
| -------- | --- | -------- |
| Noda     |     |          |

| Uzbekistan | 1–0 | Ấn Độ |
| ---------- | --- | ----- |
|            |     |       |

| Nhật Bản                                     | 6–0 | Ấn Độ |
| -------------------------------------------- | --- | ----- |
| Obe · Otake · Takeoka 2 bàn · Nagamine 2 bàn |     |       |

| Hàn Quốc | 6–0 | Uzbekistan |
| -------- | --- | ---------- |
|          |     |            |

| Hàn Quốc | 5–0 | Ấn Độ |
| -------- | --- | ----- |
|          |     |       |

| Nhật Bản                                                          | 17–0 | Uzbekistan |
| ----------------------------------------------------------------- | ---- | ---------- |
| Tomei 2 bàn · Otake 2 bàn · Noda 4 bàn · Takeoka · Uchiyama 8 bàn |      |            |

### Xếp hạng đội nhì
Thành tích của các đội bảng A và C trước các đội đứng cuối bảng không được tính.
| Đội       | Tr | T | H | B | BT | BB | HS  | Đ |
| --------- | -- | - | - | - | -- | -- | --- | - |
| Hàn Quốc  | 2  | 1 | 0 | 1 | 6  | 1  | +5  | 3 |
| Thái Lan  | 2  | 1 | 0 | 1 | 3  | 4  | −1  | 3 |
| Hồng Kông | 2  | 0 | 1 | 1 | 0  | 12 | −12 | 1 |

## Vòng đấu loại trực tiếp
|  | Bán kết                    | Bán kết  |               |   | Chung kết | Chung kết |
|  |                            |          |               |   |           |           |
|  | 30 tháng 9                 |          |               |   |           |           |
|  |                            |          |               |   |           |           |
|  | Nhật Bản                   | 3        |               |   |           |           |
|  | Nhật Bản                   | 3        | 2 tháng 10    |   |           |           |
|  | Đài Bắc Trung Hoa          | 0        |               |   |           |           |
|  | Đài Bắc Trung Hoa          | 0        | Trung Quốc    | 2 |           |           |
|  | 30 tháng 9                 |          | Trung Quốc    | 2 |           |           |
|  |                            | Nhật Bản | 0             |   |           |           |
|  | Trung Quốc                 | Nhật Bản | 0             | 4 |           |           |
|  | Trung Quốc                 |          |               | 4 |           |           |
|  | Hàn Quốc                   | 0        |               |   |           |           |
|  | Hàn Quốc                   | 0        | Tranh hạng ba |   |           |           |
|  |                            |          |               |   |           |           |
|  | 2 tháng 10                 |          |               |   |           |           |
|  |                            |          |               |   |           |           |
|  | Đài Bắc Trung Hoa (s.h.p.) | 0 (3)    |               |   |           |           |
|  | Đài Bắc Trung Hoa (s.h.p.) | 0 (3)    |               |   |           |           |
|  | Hàn Quốc                   | 0 (0)    |               |   |           |           |

### Bán kết
| Nhật Bản                             | 3–0 | Đài Bắc Trung Hoa |
| ------------------------------------ | --- | ----------------- |
| Uchiyama 37' · Tomei 53' · Akemi 83' |     |                   |

| Trung Quốc                                                            | 4–0 | Hàn Quốc |
| --------------------------------------------------------------------- | --- | -------- |
| Tôn Văn 17' · Tôn Khánh Mai 31' · Ôn Lợi Dung 33' · Thủy Khánh Hà 69' |     |          |

### Tranh hạng ba
| Đài Bắc Trung Hoa | 0–0 | Hàn Quốc |
| ----------------- | --- | -------- |
|                   |     |          |
| Loạt sút luân lưu |     |          |
|                   | 3–0 |          |

### Chung kết
| Trung Quốc                      | 2–0 | Nhật Bản |
| ------------------------------- | --- | -------- |
| Tôn Văn 73' · Phạm Vận Kiệt 79' |     |          |